# 타이베리움
타이베리움(Tiberium)은 돌연변이 발생률을 높이는 가상의 결정형 원소로 커맨드 앤 컨커: 타이베리안 시리즈에 중요한 요소로 등장하는 물질이다. 타이베리안 시리즈(타이베리안 돈, 타이베리안 선, 타이베리움 워)에서, 타이베리움은 이 전쟁에서 도구이기도 하면서, 전리품이기도 하다. 타이베리움은 플레이어가 유닛이나 빌딩을 구입하는 데에 사용되며, 각 진영은 타이베리움의 통제권을 두고 전쟁을 벌인다. 타이베리움은 다양한 형태로 등장하며 주로 녹색 결정의 형태로 나타나지만, 푸른 결정의 모습으로 나타나기도 한다. 푸른 타이베리움 결정이 일반적으로 더 높은 가치를 가진다.
스토리라인 내에서 타이베리움은 양날의 검으로 존재한다. 이것은 수많은 종류의 원소들을 쉽게 수확 가능한 형태로 빨아들이기 때문에 채집했을 때 매우 유용한 자원이 될 수 있지만, 타이베리움이 풍부한 지역은 일반적인 유기체가 생존하기에 매우 가혹한 환경이 되기 때문이다. 게임 플레이 내에서 타이베리움은 자원으로서, 그리고 보병에 대한 파괴적 효과로서 매우 큰 전략적인 가치를 지닌다.
요컨대 타이베리움은 게임 내의 모든 것들을 짓거나 사용하기 위해 지불하는 화폐와 같이 사용된다. 이것은 지구의 어디에서든지 발견되나, 게임 내에서는 특별히 포자 나무(Blossom Trees)라는 특별한 타이베리움을 재생시키는 돌연변이 나무에 의해서만 성장하며 이 나무는 타이베리움 포자를 공기 중으로 내뿜는다.(이것은 타이베리움 워에서는 타이베리움 균열(Tiberium Fissures)로 대체되었다) 타이베리움은 그것을 찾아내고 채취할 수 있는 차량인 하베스터를 통해 채집된다. 화폐로서 타이베리움은 건물을 짓고 유닛을 훈련시키기 위해 모아진다.커맨드 앤 컨커 3: 타이베리움 워에서는, 타이베리움은 균열 주변에서 지하 광맥에서의 타이베리움이 자람에 따라 재생된다.
이 물질은 처음 발견된 티베르강의 이름을 따 왔으나, 케인은 그가 이 물질을 발견했을때, 티베리우스 황제의 이름을 따서 지었다고 주장하였다.

## 개념
일렉트로닉 아츠의 수석 프로듀서인 마이크 버듀는 타이베리움을 가상의 C&C 세계의 중심으로 묘사한다.
"이 신비스러운 물질은 우리의 설정뿐아니라 게임 플레이 내에서도 핵심이 됩니다. 타이베리움은 우리에게 있어 포스, 스파이스, 절대 반지, 혹은 매트릭스와도 같습니다. 우리 게임 세계 내에서 모든 것들은 타이베리움과의 연관성을 통해서 정의됩니다."
타이베리움의 최초 구상은 1957년의 B급 영화인 The Monolinth Monsters에서 시작되었다. 커맨드 앤 컨커 3: 타이베리움 워의 개발 당시, 일렉트로닉 아츠는 생물물리학으로 타이베리움의 원자 구조, 변성 과정, 방출하는 방사선의 형태 및 무기와 기계류의 에너지원으로 이용하는 방법 등을 실제 물질에 대한 과학 저널처럼 보이도록 설명하는 보고서를 제공받기 위해 매사추세츠 공과대학교의 과학자들을 몇 명 초청한 바 있다.

## 초기 설정
게임 세계관 안에서, 타이베리움은 버듀가 "녹색 결정들로 뒤덮여 주변의 모든 것들을 죽여버리는 묘하게 아름다운 벌판"이라고 묘사했듯이 땅에서 자라 나온다. 이 물질은 매우 유독한 방사성 물질로 동식물에게 돌연변이를 일으키지만, 쉽게 수확할 수 있는 에너지원이기도 하다. 타이베리움은 자기 주변에 있는 모든 것들을 타이베리움으로 변화시키면서 스스로를 복제해 나가며, 이것은 전 지구를 조금씩 뒤덮고 있다. 이것은 강한 복사 에너지를 방출하며, 게임 세계 내에서는 에너지원 및 무기로 사용된다. 버듀의 말로는 이것은 자원인 동시에 독으로, "축복이자 저주이다".
게임 세계 내의 커맨드 앤 컨커 3: 타이베리움 워의 시점(2047년)에서, 지구 표면은 타이베리움의 확산이 얼마나 이루어졌는지에 따라 3개의 지역으로 나뉘어 있다. 레드 존은 지구 표면의 30%를 차지하며, 탄소 기반 생명체는 타이베리움 때문에 도저히 생존할 수 없는 환경이 되어 있다. 옐로 존은 지구 표면의 50%를 차지하며, 오염 정도는 심각한 수준이지만 아직 타이베리움에 완전히 뒤덮이지는 않은 지역이다. 블루 존은 지구의 나머지 부분으로, 인간이 생존할 수 있으며 타이베리움으로 인한 오염은 통제되고 있다. (타이베리안 돈과 대체로 비슷한 상태이다)
버듀는 게임 내에서 다음과 같은 과학적 분석을 제시하고 있다.
타이베리움은 무거운 미지의 입자들과 엮인 조밀한 동적 양자 격자이다. 타이베리움이 다른 물질과 접촉하게 되면, 무거운 입자들이 무작위로 대상 물질의 핵과 충돌하게 되어 (작은 원자핵의 경우) 이를 조각내거나, (무거운 원자핵의 경우) 계속해서 양성자나 중성자를 정지시킨다. 타이베리움은 충돌 과정에서 튀어나온 양성자 파편들을 붙잡아 자기 자신의 구조 속에 흡수하여, 해당 물질을 자기 자신으로 만들어버린다. 뮤온이나 타우 같은 무거운 입자들이 원자핵과 충돌할 때마다, 핵분열이 일어나고, 이로 인해 알파선, 베타선, 감마선 및 적외선 등의 전자기 방사선을 방출하게 된다. 변성 과정에서, 타이베리움과 접촉한 원자핵은 다른 수의(대체로 적은 수의) 양성자 및 중성자를 가지는 다른 원자핵으로 바뀌게 된다.— 마이크 버듀, 타이베리움과 함께

타이베리움은 외계의 물질이다. 인간이 타이베리움을 흡입하거나 만지는 등으로 타이베리움과 접촉하게 되면, 죽거나 심각한 유전적 변형이 일어나게 된다. 후자의 과정은 게임 내에서 나타나지는 않았다.  Verdu는 레드 존을 '마치 외계의 표면과도 같이' 변해가고 있는 것으로 표현한다. 실제로 게임의 스토리라인에는 외계 종족이 타이베리움을 이용해 지구를 자기 자신들에게 적합한 환경으로 변화시키려 한다는 내용이 포함되어 있다. 이 내용은 커맨드 앤 컨커 3: 타이베리움 워에서 나오며, 스크린으로 불리는 외계 종족이 타이베리움을 수확하기 위해 지구에 도착하게 되면서 시작된다.
인간과 물질에 대한 이런 효과는 타이베리움을 수확하는 데에 문제가 된다. 보호 장비 없이 타이베리움이 깔린 지역을 지나가는 보병들은 타이베리움에 직접 노출되는 위험 및 그로 인해 타이베리움으로 변해버리거나 이차적인 방사능 피해 등을 감수해야 한다.
커맨드 앤 컨커 3: 타이베리움 워에 등장하는 병사, 탱크 및 기타 차량들은 타이베리움에 대한 보호 장비를 가지고 있다. 그러나, 이런 보호는 완벽하지 않고, 단지 타이베리움으로 쉽게 변하지 않는 몇몇 물질들을 이용한 것으로 타이베리움으로 변화되는 과정을 늦춰줄 뿐이다.(타이베리움에 대한 또다른 보호 장비가 있다. 음파 발생기는 특정한 진동수의 음파를 내보내 타이베리움의 성장을 멈추는 것으로, 블루 존에서 타이베리움을 억제하기 위해 사용된다. 그러나 이런 장비들은 매우 육중하고 거대해서 이동성이 떨어진다.) 인간은 타이베리움에 의해 20초 안에 부분적으로 오염될 수 있고, 적절한 의학 장비를 통한 즉각적인 치료가 이루어져야 한다.

만약 당신이 타이베리움에 노출된다면? 좋을 것이 전혀 없다. 만약 타이베리움과 직접 접촉하게 된다면 녹색 물질이 20초 안에 피부를 녹이기 시작해, 마치 달궈진 프라이팬이나 엎지른 산과 접촉한 것처럼 타는 듯한 느낌을 받게 될 것이다. 즉각적으로 치료 받지 않는다면 변성 오염은 온몸으로 퍼져나갈 것이다. 살은 곧 빛나는 녹색의 결정으로 바뀌게 될 것이며 신체 내의 유기 물질들은 타이베리움의 단단한 결정체 라인이 몸 속으로 퍼지기 시작하면서 활동을 정지하게 된다. 타이베리움 결정을 흡입하게 된다면 곧 타이베리움이 폐에 침입한다. 폐포가 타이베리움으로 결정화되면서 호흡 능력을 상실하게 된다. 그리고 어느 순간 피를 토해내면서 출혈을 시작해 사망에 이르게 될 것이다.— 마이크 버듀, 타이베리움과 함께

버듀의 말에 따르면, 타이베리움은 게임 디자인에 있어 "간결"하고 "멋진" 요소이다. 타이베리움은 게임 스토리라인 전체를 이끌어 가는 소재가 되며 실제 게임 내에서 수입을 얻기 위해 필요한 자원이 되고, 수확해야 하지만 접촉하는 보병들은 피해를 입는 것과 같은 특징들은 플레이어들이 좀 더 정교한 게임 전략을 필요로 하게 만든다. 타이베리움이 있는 지역은 충돌이 일어나는 핵심적인 지역이 되며, 고갈되고 또 자라나온다는 점이 게임 플레이의 페이스를 조절해 주며 수입이 없어지는 사태를 방지해 준다.

### 읽을거리
- Dave Morris and Leo Hartas (2004). 《Strategy Games》. Thomson Course Technology. ISBN 1-59200-253-6. — a general discussion of harvesting in strategy games